# Charte de peuplement
Une charte de peuplement (en latin charta populationis, en espagnol carta de Población), charte au peuple (en espagnol carta puebla), ou privilège de population (en espagnol privilegio de población) est un document par lequel les rois chrétiens et les seigneurs laïques et ecclésiastiques de la Péninsule Ibérique accordaient une série de privilèges à des groupes démographiques, afin d'obtenir le repeuplement de certaines zones d'intérêt économique ou stratégique pendant la Reconquista. Elle a constitué la première manifestation de droit local apparu pendant ce processus.

## Origine et importance

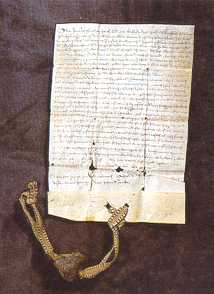
Carta Puebla de Catí (province de Castellón)

Les lettres au peuple sont apparues dans le contexte du processus de la Reconquista et, ultérieurement, le repeuplement des secteurs récupérés militairement. Avec elles on prétendait assurer les nouvelles frontières - but stratégique, à travers l'installation d'une population guerrière et campagnarde, et la revitalisation des terres conquises aux Maures - objectif économique, favorisant la création de nouvelles sources de richesse et l'augmentation, conséquente, des ressources des finances royales. En outre, elles ont servi aux rois comme un instrument politique d'équilibre face au pouvoir seigneurial, en permettant la génération de noyaux urbains formés par des hommes libres, qui constituèrent une troisième force entre les seigneurs et les monarques.
Étant donné que leur but primordial était d'attirer des habitants, ces lettres se limitaient, en général, à fixer les conditions juridiques de l'occupation du territoire et de l'établissement dans celui-ci. Ainsi elles concernaient les relations entre ces "repeupleurs" et le seigneur de la terre, "relations" ou régime seigneurial. Elles contiennent le plus souvent moins de douze dispositions. Certaines ont compris, en outre, une ébauche de règlement juridique de la vie locale. Elles ont été fondamentalement utilisées pour le repeuplement de la zone nord et le centre de la péninsule Ibérique, secteurs généralement dépeuplés, ou avec une faible population.

## Destinataires et modalités
Le destinataire de la lettre au peuple était le seigneur du territoire - roi chrétien ou seigneur laïque ou ecclésiastique, qui agissait par initiative propre (ou comme délégué du roi) ou, parfois, à demande des sujets eux-mêmes. Dans ce dernier cas, il donnait à ces accords un certain caractère d'accord.
Dans les lettres au peuple, on peut distinguer diverses modalités, en fonction de leur nature et contenu. Parmi elles, on peut citer :
- Le contrat agricole-collectif : était de caractère privé et fixait les normes auxquelles on devait adapter les habitants qui s'installeraient dans la zone (limites, titularité de la terre, revenus, etc).

- Le contrat agricole-collectif public ou la lettre de population de nature publique : établissait un régime juridico-public, en établissant des exonérations ou des privilèges à caractère économique, charges, etc.

Quelques lettres au peuple sont arrivées à contenir certaines normes de Droit civil,  pénal et de  procédure.

## Évolution
Les lettres de peuplement les plus anciennes, encore conservées, datent du IXe siècle. Parmi ces documents on trouve celui accordé par Aldegastro à Obona - bien que son authenticité soit mise en doute, et celle accordée par Alphonse le Chaste à Valpuesta durant l'année 804.
La plus ancienne lettre de peuplement de Castille est la Carta Puebla de Brañosera de 824, accordée par le comte Muño Núñez, et confirmée par Ferdinand González en 968. Dans le Comté de Barcelone on en a accordé plusieurs, comme celle de Freixá, accordée par Witardo en 954 et la Carta Puebla de Cardona de 986, accordée par Borrell II. Dans La Rioja, l'évêque de Nájera en a accordé une à Longares en 1065. En Aragon, on connaît la Carta de Población de Belchite, accordée par Alphonse Ier d'Aragon en 1116. En 1614 D. Jerónimo de Rocamora l'accorde à la localité de Redován (Alicante).
À partir de la fin du Xe siècle, le droit local a commencé à être fixé par écrit, en reprenant les normes de diverses origines, attribuant généralement à l'octroyant de la première lettre de peuplement. Ce processus a dérivé par de nouvelles lettres qui possédaient la forme de privilèges royaux et qui étaient présentées dans une nomenclature - chartae fori, chartae libertatis, confirmationis, privilegii, entre autres. Celles-ci ont été appelées par les chercheurs comme fors brefs, pour le contenu limité qui les contenait.

## Relation avec les Fors (Fueros)
Les lettres de peuplement sont intimement liées avec les juridictions municipales. Dans quelques cas, la principale différence existante entre les lettres et les juridictions est donnée par la circonstance de sa concession. Certaines lettres ainsi l'expriment dans leur texte : concession du lieu ad populandum, fixation des limites, spécification du nombre d'habitants et son origine. D'autres, par contre, par leur contenu ne sont pas très différentes des juridictions (Fors).
Pour un tel motif, certains historiens du Droit ne partagent pas cette terminologie et distinction, en considérant que tous les documents qui, d'une certaine manière ont réglé la vie locale, sont des juridictions.